# Champnestèri
Champ Menesterí (en francès Champnétery) és un municipi francès situat al departament de l'Alta Viena i a la regió de la Nova Aquitània.

## Demografia
| 1962                                       | 1968 | 1975 | 1982 | 1990 | 1999 | 2007 |
| ------------------------------------------ | ---- | ---- | ---- | ---- | ---- | ---- |
| 622                                        | 598  | 516  | 502  | 515  | 491  | 518  |
| Des de 1962: població sense dobles comptes |      |      |      |      |      |      |

## Administració
| Període   | Identitat       | Partit |
| --------- | --------------- | ------ |
| 1978-2001 | Albert Champeau | PS     |
| 2001-2008 | Charles Samson  |        |
| 2008-     | Pierre Langlade |        |